# Claudia Ruiz Massieu
Claudia Ruiz Massieu Salinas (Cidade do México, 10 de julho de 1972) é uma advogada e política mexicana filiada ao Partido Revolucionário Institucional. Em 27 de agosto de 2015, Salinas foi empossada Secretária de Relações Exteriores pelo Presidente Enrique Peña Nieto, tendo renunciado ao cargo em 4 de janeiro de 2017. Anteriormente, havia servido como Deputada no Congresso da União pelo Distrito Federal e também como Secretária do Turismo.